# Musue Noha Haddad
Musue N. Haddad là một nhà báo và phóng viên ảnh người Liberia.

## Sự nghiệp
Haddad bắt đầu sự nghiệp báo chí của mình khi lưu vong ở Accra, Ghana, trong khi Nội chiến Liberia đầu tiên nổ ra ở quê nhà. Tại Ghana, cô đã thực hiện một số dự án phóng sự ảnh, bao gồm A Day in the Lives of Two Teenage Mothers, một bộ phim tài liệu về cuộc sống của hai thiếu niên và con cái họ, xem xét tác động của việc mang thai ở tuổi vị thành niên đối với bà mẹ, con cái và xã hội. Dự án đã dẫn đến một triển lãm ảnh ba ngày vào năm 2005. Dự án phóng sự ảnh tiếp theo của Haddad, Phụ nữ và Trẻ em về Sức khỏe và Phát triển Ghana, đã dẫn đến một cuộc triển lãm để kỷ niệm 50 năm hoạt động của UNICEF tại Accra. Năm 1996, cô cũng hợp tác trong một dự án nghiên cứu phóng sự ảnh, Tang lễ Ghanaian. Dự án cao trào với triển lãm ảnh kéo dài 11 ngày và cuốn sách 47 trang được xuất bản tại Đức.
Haddad trở lại Liberia vào đầu năm 1997 để trở thành Nhân viên viết cho The News, một tờ báo hàng ngày quốc gia độc lập. Tại The News Haddad đã viết các bài báo chỉ trích chính phủ và cung cấp thông tin mà chính phủ đã cố gắng đàn áp.     Năm 1998, sau những bài báo Haddad viết về chuyến thăm cô đến Hoa Kỳ năm 1998, cô bị buộc tội làm gián điệp cho CIA; cô đã nhận được những lời đe dọa về cái chết và các cuộc tấn công vật lý, và phải sống lưu vong ở Hoa Kỳ. Một số đồng nghiệp của cô tại The News đã bị cầm tù vào tháng 2 năm 2001, và Haddad đã ủng hộ quốc tế để phát hành. Khi lưu vong, cô nhấn mạnh tình hình nhân quyền ở đất nước mình, thu hút sự chú ý của cộng đồng quốc tế về tình hình.
Ở Mỹ, Haddad từng là thành viên của Hubert Humphrey tại Trường Báo chí Merrill, Đại học Maryland, College Park. Năm 2000, cô là một học giả thỉnh giảng tại Trung tâm Nghiên cứu Nhân quyền thuộc Đại học Columbia. Năm 2006, Haddad hoàn thành bằng Thạc sĩ Chính sách Quốc tế và Thực hành tại Trường Quan hệ Quốc tế Elliott thuộc Đại học George Washington.

## Giải thưởng
Tại Ghana, Haddad đã nhận được giải thưởng Nelson Mandela dành cho sinh viên xuất sắc nhất trong ngành Báo chí từ Học viện Báo chí Ghana. . Khi trở về Liberia, cô đã nhận được giải thưởng 1998/1999 cho "Nhà báo của năm" và "Nhà báo ảnh của năm". .
Năm 2001, cô cũng nhận được Giải thưởng Nhân quyền từ Hiệp hội Khu vực Thủ đô Quốc gia (UNA-NCA) vì sự cống hiến và dịch vụ xuất sắc của cô đối với việc công nhận, thúc đẩy và bảo vệ phẩm giá vốn có và quyền bình đẳng và bất khả xâm phạm của tất cả các thành viên của gia đình nhân loại. Cô cũng đã được đề cử cho Giải thưởng báo chí can đảm quốc tế dành cho phụ nữ (IWMF) năm 2001, công nhận các nhà báo nữ liều mạng trong quá trình đưa tin.
Năm 2002, Haddad đã nhận được Giải thưởng Hellmann-Hammett của Tổ chức Theo dõi Nhân quyền, được trao cho các nhà văn trên khắp thế giới, những người từng là mục tiêu của cuộc đàn áp chính trị. Stephanie Robinson, Luật sư Nhân viên tại Ủy ban Nhân quyền của Luật sư (đổi tên thành Văn phòng Nhân quyền), cho biết tổ chức của cô đã trở nên quen thuộc với bà Haddad và tự hào về cam kết của mình, thêm vào đó, Haddad vẫn kiên định làm nổi bật các tình huống nhân quyền ở đất nước của cô ấy mặc dù đã cố gắng làm mất uy tín công việc phi thường của cô ấy..